# Душап
Душа́п (фр. Douchapt) — коммуна во Франции, находится в регионе Аквитания. Департамент — Дордонь. Входит в состав кантона Брантом. Округ коммуны — Перигё.
Код INSEE коммуны — 24154.

## География

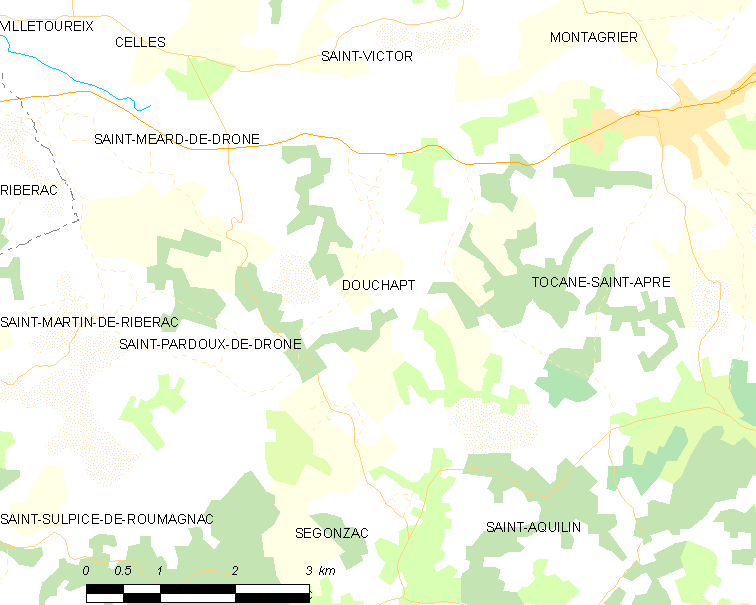
Карта коммуны

Коммуна расположена приблизительно в 430 км к югу от Парижа, в 95 км северо-восточнее Бордо, в 23 км к западу от Перигё.
На севере коммуны протекает река Дрон.

### Климат
Климат умеренный океанический со средним уровнем осадков, которые выпадают преимущественно зимой. Лето здесь долгое и тёплое, однако также довольно влажное, здесь не бывает регулярных периодов летней засухи. Средняя температура января — 5 °C, июля — 18 °C. Изредка вследствие стечения неблагоприятных погодных условий может наблюдаться непродолжительная засуха или случаются поздние заморозки. Климат меняется очень часто, как в течение сезона, так и год от года.

## Население
Население коммуны на 2010 год составляло 302 человека.
| 1962 | 1968 | 1975 | 1982 | 1990 | 1999 | 2010 |
| ---- | ---- | ---- | ---- | ---- | ---- | ---- |
| 330  | 297  | 253  | 260  | 240  | 251  | 302  |

## Администрация
| Период | Период | Фамилия       | Партия       | Примечания |
| ------ | ------ | ------------- | ------------ | ---------- |
| 2001   | 2020   | Жан-Пьер Жюжи | Разные левые |            |

## Экономика
В 2010 году среди 178 человек трудоспособного возраста (15-64 лет) 137 были экономически активными, 41 — неактивными (показатель активности — 77,0 %, в 1999 году было 68,8 %). Из 137 активных жителей работали 125 человек (64 мужчины и 61 женщина), безработных было 12 (6 мужчин и 6 женщин). Среди 41 неактивных 6 человек были учениками или студентами, 22 — пенсионерами, 13 были неактивными по другим причинам.

## Достопримечательности
- Церковь Св. Петра в оковах (XII век)
- Часовня Нотр-Дам-де-Питье (XIX век)